# قی چشم
قی چشم، به ترشحات مایل به زرد گوشهٔ چشم گفته می‌شود. ترشحات چشم به‌طور معمول، صبح‌ها پس از برخاستن از خواب صبحگاهی دیده می‌شود. ترشح چشم به ندرت آسیب‌رسان است و در واقع جزئی از سامانه دفاعی بدن است.

## علل قی کردن چشم
- - بسته‌شدن مجرای اشکی چشم
- - عفونت پلک
- - التهاب پلک (بلفاریت)
- - التهاب مژه‌ها
- - التهاب ملتحمه چشم
- - عفونت باکتریایی چشم
- - عفونت ویروسی چشم
- - مواد آلرژن یا حساسیت‌زا مثل گردهٔ گیاهان یا آلودگی هوا
- - مواد آرایشی چشم
- - کلر آب استخر هنگام ورزش شنا
- - خشکی چشم در اثر وزش باد
- - سرماخوردگی
- - وجود اجسام خارجی در چشم مثل: مژه، ذرات کوچک فلزات، گرد و غبار یا شن.

## درمان قی چشم
- - شستشوی چشمان با آب.
- - برای تمیز کردن چشم با یک تکه پنبه یا یک پارچه که در آب گرم خیس شده و آب آن گرفته شده است، به آرامی قی چشم را پاک کنید.
- - اگر چشم عفونت کرده باشد، احتیاج به قطره چشمی آنتی‌بیوتیک یا آنتی‌بیوتیک خوراکی تحت نظر چشم‌پزشک دارید.
- - شستشوی چشم‌ها با آب جوشیده و ولرم نیز مناسب است.
- - تحت نظر چشم پزشک و با تجویز وی، شب‌ها پماد تتراسایکلین چشمی به داخل چشم‌ها بمالید و صبح‌ها بعد از کمپرس آب گرم، پلک‌ها را با شامپو بچه شستشو دهید و برای یک مدت محدود (حدود دو هفته) از قطره‌های آنتی‌بیوتیک، روزی سه نوبت استفاده کنید.